# Danielė Kvedaraitė
Danielė Kvedaraitė  (* 29. Mai 2002 in Vilnius) ist eine litauische Volleyball- und Beachvolleyballspielerin. Sie wurde baltische Meisterin sowohl in der Halle als auch im Sand.

## Karriere Halle
Die in der Hauptstadt geborene Athletin wurde gleich im ersten Jahr ihres Engagements bei Jonavos "Aušrinė-JSC" mit dem Sportclub Zweite der Landes- und Dritte der baltischen Meisterschaft. Eine Saison später lief es noch besser. Die Platzierung in der Liga wurde bestätigt. In der baltischen Liga stand der Verein aus dem Bezirk Kaunas bei der Siegerehrung auf der obersten Stufe des Podests und Kvedaraitė gehörte als beste Diagonalangreiferin zum Dream Team. In der folgenden Spielzeit wurde es nur ein neunter Rang im Baltikum. In Litauen dagegen erreichte Aušrinė-JSC zum dritten Mal in Serie die Vizemeisterschaft.

## Karriere Beach
In den ersten Jahren im Sand waren die Resultate von Danielė Kvedaraitė im Beachvolleyball sehr überschaubar. So wurde sie 2018 mit Skalvė Križanauskaitė Neunte der Landesmeisterschaft. In den Jahren 2020 und 2021 stand sie mit Ieva Vasiliauskaitė auf der gleichen Seite des Netzes. Das Duo scheiterte bei zwei FIVB Vier-Sterne-Turnieren in der Qualifikation und erkämpfte bei einer nationalen Veranstaltung einen dritten Platz. Etwas besser lief es mit Irina Zobnina im ersten Jahr ihrer Zusammenarbeit. Die Endspielteilnahme in Tallinn, Bronze bei der litauischen Meisterschaft und der fünfte Platz beim Futures in Budapest waren 2022 die besten Resultate. Eine Saison später erkämpften die beiden ihren größten gemeinsamen Erfolg, als sie im Juli die baltische Meisterschaft gewannen. Eine Woche danach durfte Kvedaraitė zum zweiten Mal die oberste Stufe des Treppchens besteigen. Mit Ariana Rudkovskaja wurde sie in Timișoara nach dem Sieg im Finale über die Tschechinnen Markéta Svozilová und Kylie Neuschaeferová U22-Europameisterin. Dies war umso bemerkenswerter, da Rudkovskaja schon einige kontinentale Jugend- und Juniorenwettbewerbe bestritten hatte, es für ihre Partnerin jedoch die erste (und einzige) Underage-Veranstaltung war und die beiden vorher noch nie gemeinsam bei einem Wettkampf angetreten waren.
Seit November 2023 bilden Danielė Kvedaraitė und Jekaterina Kovalskaja ein neues Beachpaar. Nach einigen Anlaufschwierigkeiten gelangen in der folgenden Saison dritte Ränge bei den Futures in Rakvere und Warschau sowie die Vizemeisterschaft ihres Heimatlandes. Die wertvollsten internationalen Erfolge erreichten die Litauerinnen jedoch bei den Challengers der World Beach Pro Tour in Chennai und Nuvali, als sie sowohl die zwei Qualifikationsrunden als auch die Gruppenphase überstanden und so die geteilten dreizehnten Plätze belegten. Diese Resultate konnten sie in der folgenden Spielzeit beim gleichwertigen Event in Xiamen noch toppen. Auch dort mussten sie in die Vorausscheidung. Nach dem dritten Platz im Pool bezwangen sie in der ersten Hauptrunde die US-Amerikanerinnen Newberry/Whitmarsh und sicherten sich so den geteilten neunten Rang.

## Auszeichnungen
- 2023: Beste Diagonalangreiferin der baltischen Liga
- 2024: Beste Diagonalangreiferin der litauischen Liga[8]